# 安索
安索，是西班牙阿拉贡自治区韦斯卡省的一个市镇。总面积223平方公里，总人口523人（2001年），人口密度2人/平方公里。